# Động vật gặm xương

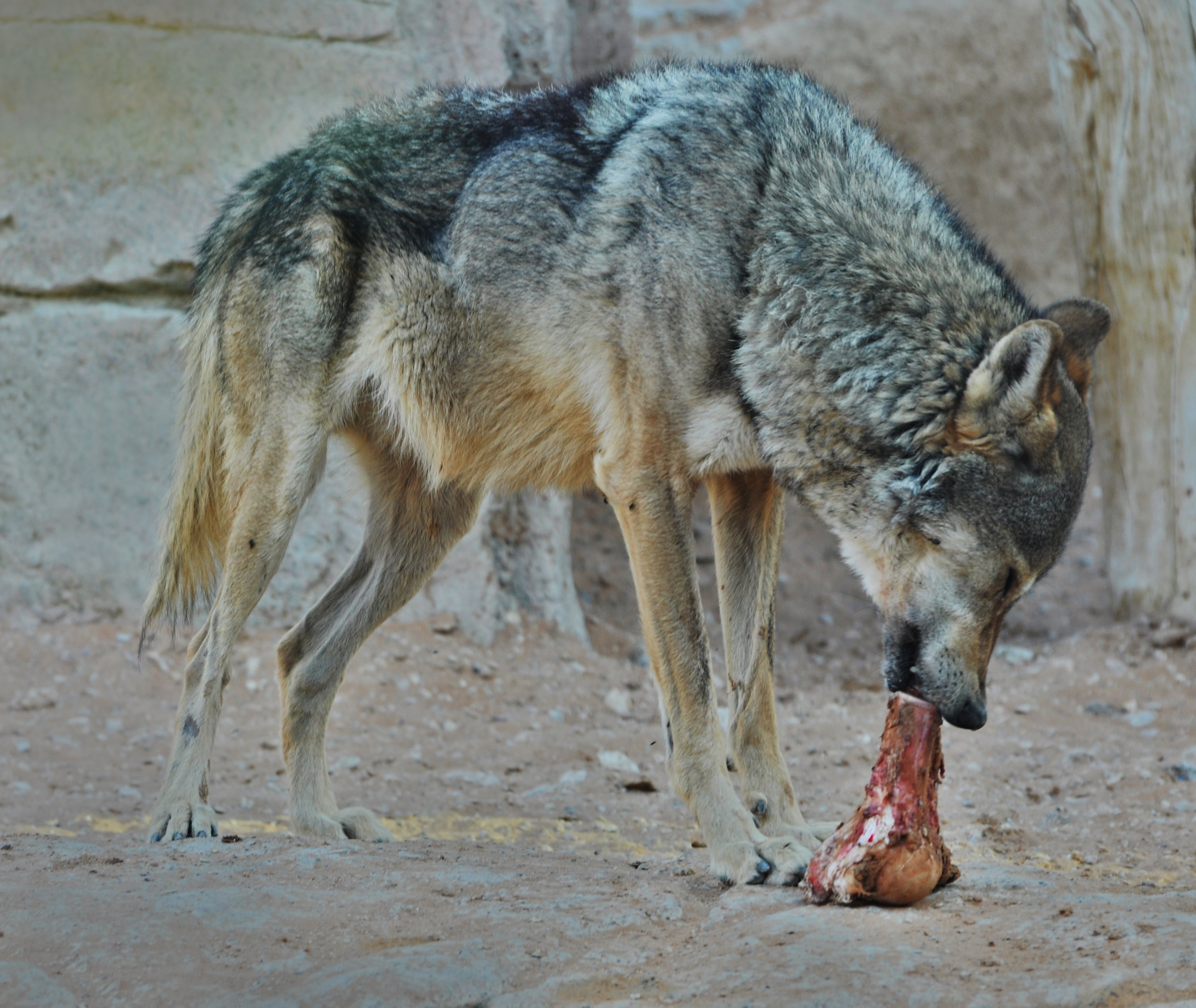
Một con sói đói đang gặm xương

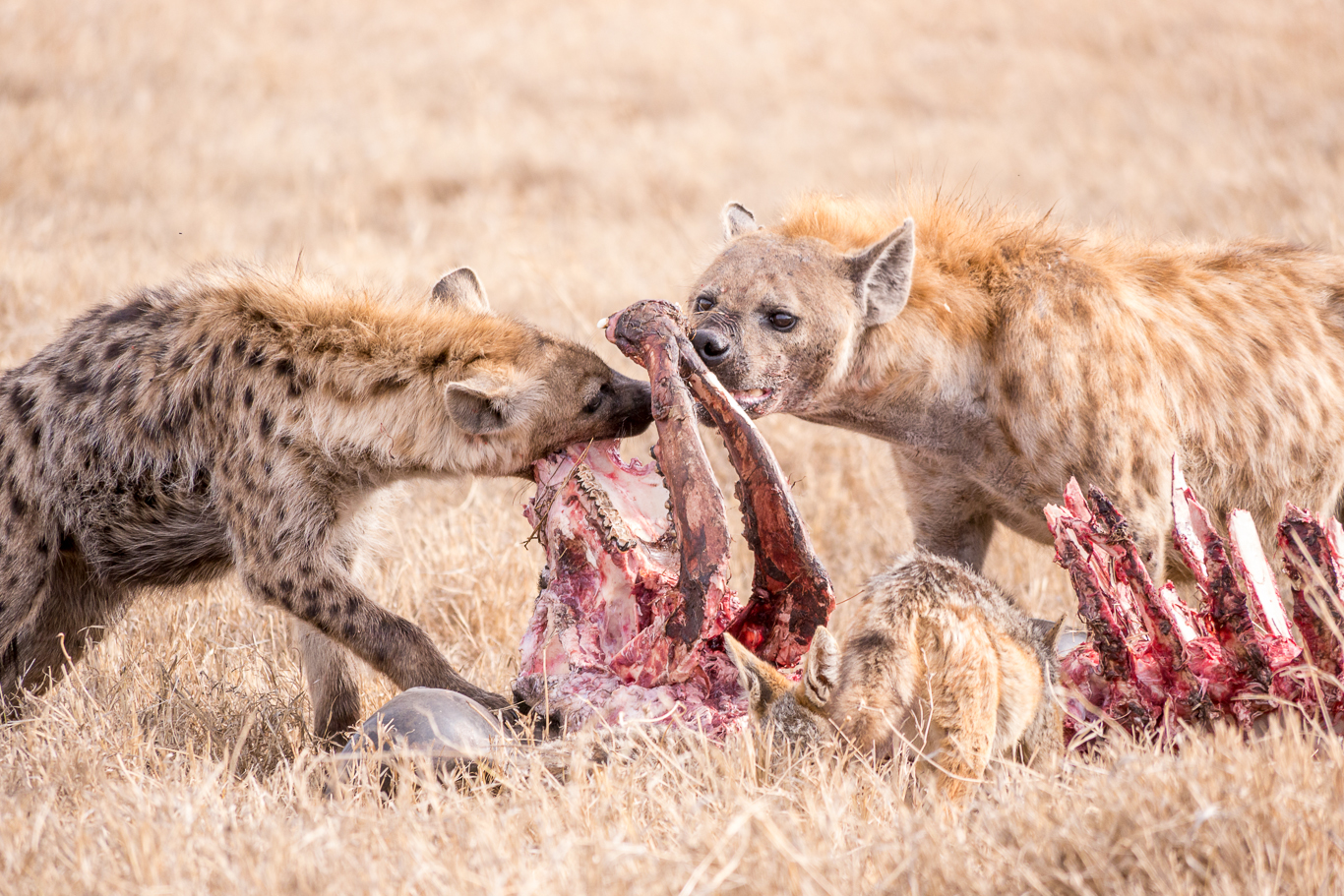
Hai con linh cẩu đang gặm xương sườn của một con thú chết

Động vật gặm xương hay động vật khới xương, nhai xương, nghiền xương hay còn gọi là Durophagy là hành vi ăn uống của loài động vật bằng cách ăn cả vỏ cứng hoặc bộ xương ngoài của sinh vật, chẳng hạn như san hô, động vật thân mềm có vỏ, tôm, cua để hấp thu chất dinh dưỡng hoặc calci. Cụm từ này được sử dụng chủ yếu mô tả về các loài cá, nhưng cũng được sử dụng khi mô tả các loài bò sát và động vật không xương sống, cũng như các loài gặm xương chẳng hạn như động vật ăn thịt có vú như linh cẩu hay các loài chó. Kiểu ăn xương đòi hỏi một cấu trúc miệng đặc biệt, chẳng hạn như răng hàm cùn, răng, hàm khỏe để nghiền. Trong các loài thú thuộc bộ ăn thịt Carnivora có hai loại chế độ ăn uống kiểu gặm xương (Durophagy), các loài thích gặm xương và kiểu ăn tre trúc.
Những loài gặm xương được minh chứng bằng những con linh cẩu và mèo răng kiếm, chó cũng biết đến là loài thích ăn xương, những con mèo nhà cũng được biết đến là loài thích ăn xương cá, trong khi những con thú ăn tre chủ yếu là gấu trúc lớn và gấu trúc đỏ, cả hai loài thú này đã phát triển hình thái sọ tương tự. Tuy nhiên, hình thái hàm dưới tiết lộ thêm về nguồn sống và chế độ ăn uống của chúng. Các loài thú ăn tre có xu hướng hàm dưới lớn hơn, trong khi các loài gặm xương có răng tiền hàm phức tạp hơn. Động vật săn mồi với khả năng ăn xương có thể khai thác một nguồn thức ăn vừa có lợi vừa có hại vì các khoáng chất bên trong xương và tủy chất béo là nguồn dinh dưỡng rất tốt nhưng việc ăn xương lại có nguy cơ gây ra tổn thương răng nghiêm trọng, làm cho việc bắt mồi hoặc gặm những khúc xương dài trở nên khó khăn.

## Điển hình

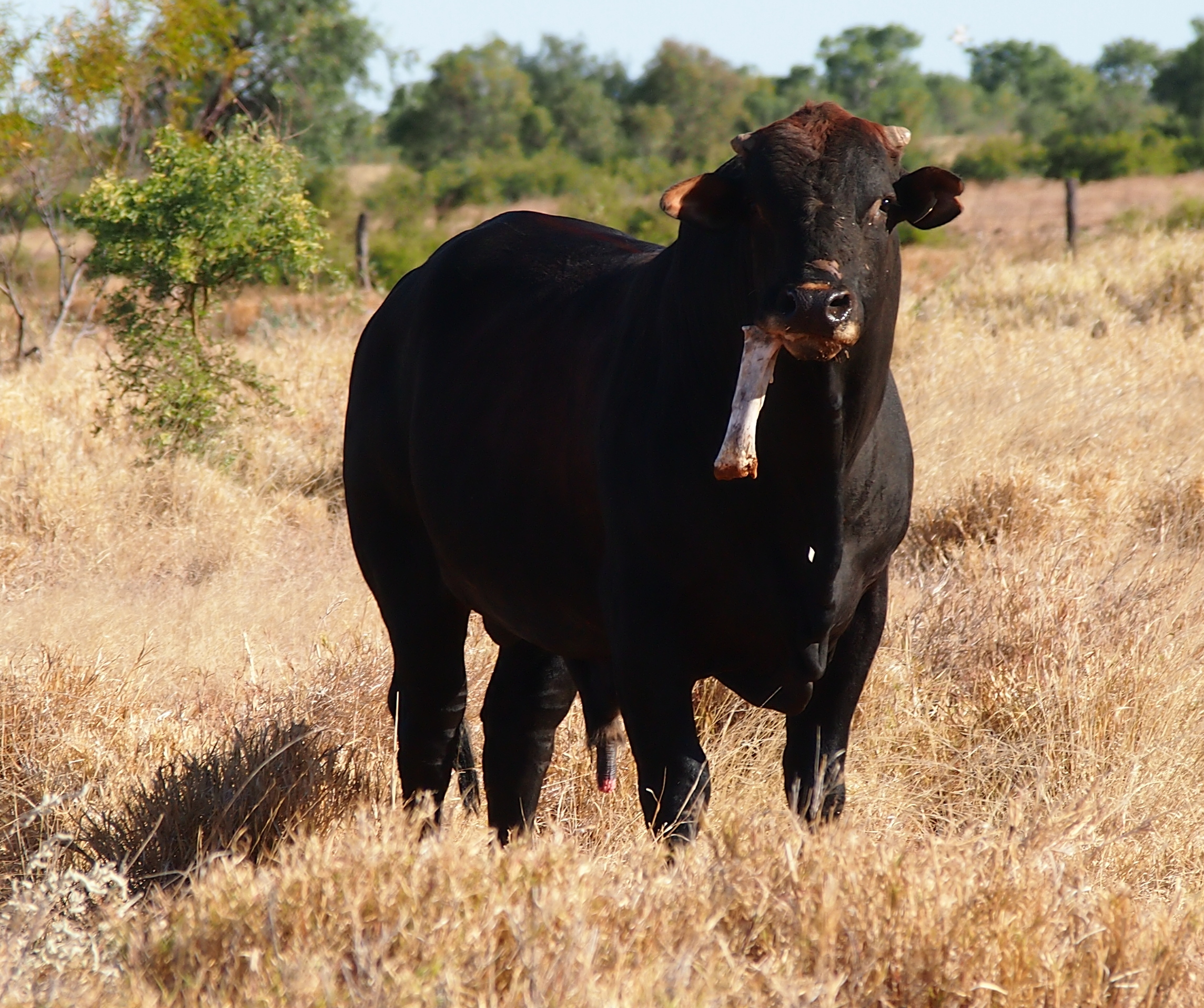
Một con bò đang gặm xương, đây là hành vi bất thường ở động vật ăn cỏ

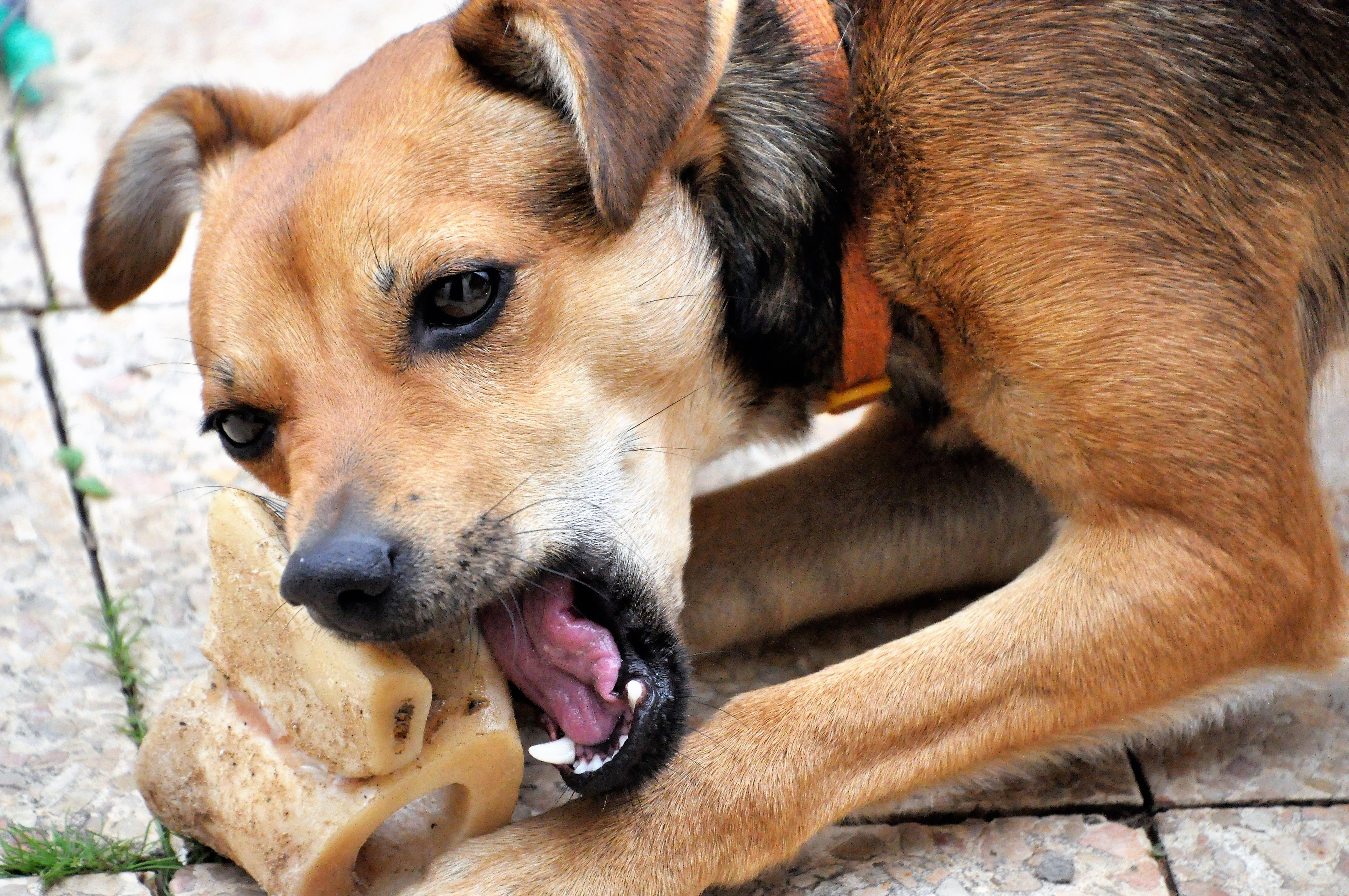
Một con chó đang gặm xương

Loài chó thích gặm xương là do yếu tố di truyền trong quá trình tiến hóa từ chó hoang dã. Tổ tiên loài chó ngày nay thuộc nhóm hypercarnivorous. Khoảng 8 triệu năm trước, để sống trong môi trường tự nhiên, loài chó phải sống thành bầy đàn để săn con mồi lớn. Qua quá trình tiến hóa, áp lực sinh tồn buộc chúng phải tự phát triển xương cơ hàm khỏe và răng nanh lớn để săn mồi thành công. Gene quy định đặc tính này được giữ lại và truyền lại cho thế hệ sau. Chó nhà hiện nay được con người thuần hóa từ chó hoang dã và vẫn giữ tính di truyền, trong đó có đặc tính thích ăn thịt và gặm xương.
Hộp sọ to, cơ hàm khỏe giúp các loài linh cẩu phù hợp trong việc nghiền xương, dạ giày với lượng axit cao giúp chúng phân hủy xương, từ đó giúp chúng ăn được hết những gì mà các động vật khác bỏ lại. Nhờ chế độ ăn nhiều xương, linh cẩu mẹ có thể tiết ra lượng sữa đậm đặc nhất trong số các loài động vật có vú do đó linh cẩu con thừa hưởng bộ khung xương chắc chắn. Linh cẩu đốm nặng 80 kg nhưng có lực cắn lên đến 900 kg/cm2, nếu chúng tìm thấy mẫu xương bị róc sạch thịt chúng vãn có thể căn nát xương và hút phần tủy bổ dưỡng bên trong. Linh cẩu nâu có kích thước một con chó cỡ bình thường, không có đốm, điều đặc biệt là dù cơ thể nhỏ hơn linh cẩu thường nhưng miệng chúng lớn hơn linh cẩu đốm, có thể ngoạm cả đầu con mồi để ăn bộ não nhiều dinh dưỡng, chúng cắn đứt và mang cả cái đầu đi, hàm răng của chúng cực kỳ khỏe, có thể gặm nát xương sọ, chúng sẽ cắn đầu và ăn xác những con vật chết, chúng đủ to để ngoạm cả đầu một con dê để cắn đứt ra để ăn não, một cơ quan nhiều dinh dưỡng nên không cần phải ăn hết phần xác còn lại.